# Loma Vista Drive
Der Loma Vista Drive ist eine Straße in Beverly Hills. Sie beginnt im Süden am Mountain Drive und endet im Norden an der Cherokee Lane (links) bzw. dem Bowmont Drive (rechts). Die Straße verläuft fast ausschließlich innerhalb des in den 1950er Jahren angelegten Villenviertels Trousdale Estates, das nördlich der Doheny Road (der ersten Querstraße des Loma Vista Drive) beginnt.

## Berühmte Anwohner
In dem ersten Abschnitt der Straße – dem einzigen außerhalb der Trousdale Estates – zwischen Mountain Drive und Doheny Road – leben bzw. lebten der Tennisspieler Pete Sampras (* 1971) mit seiner Frau, der Schauspielerin Bridgette Wilson (* 1973), von 2001 bis 2008 unter Nummer 825, der Regisseur John Landis (* 1950) unter Nummer 835, der Filmproduzent Irwin Winkler (* 1931) unter Nummer 840 und der Drehbuchautor und Regisseur Paul Mazursky (1930–2014) unter Nummer 880, einem Eckhaus zur Doheny Road.
Nordwestlich der Doheny Road befindet sich unter Nummer 905 das Greystone Mansion, das das älteste Haus der Trousdale Estates und das größte Wohnhaus von ganz Beverly Hills ist.
Im Abschnitt zwischen Wallace Ridge und Dabney Lane leben bzw. lebten das brasilianische Model Alessandra Ambrosio (* 1981) unter Nummer 1030, der Sänger Bing Crosby (1913–1993) unter Nummer 1073, der Schauspieler Tony Curtis (1925–2010) unter Nummer 1178 und der Schauspieler Billy Dee Williams (* 1937) unter Nummer 1240. Außerdem lebten und verstarben die Schauspielerin Barbara Stanwyck (1907–1990) unter Nummer 1055 und der Filmproduzent Sheldon Leonard (1907–1997) unter Nummer 1141.
In der Nähe des Chris Place residierte unter Nummer 1405 der kanadische Regisseur und Drehbuchautor Jason Reitman (* 1977), in unmittelbarer Nähe des Carla Ridge unter Nummer 1910 der Jazz-Saxofonist und Komiker Sid Caesar (1922–2014) und direkt gegenüber der Abzweigung zum Alto Cedro Drive unter Nummer 1975 der ehemalige NFL-Spieler Ben Scotti (* 1937), der 1974 zusammen mit seinem Bruder Tony Scotty Brothers Records ins Leben rief.
Das Anwesen mit der Nummer 2002 wurde in den 1950er Jahren vom Schauspieler und Sänger Dean Martin (1917–1995) und anschließend vom Schauspieler David Janssen (1931–1980) bewohnt. Janssen lebte zwischen 1961 und 1967 unter dieser Adresse, während er in den Fernsehserie Auf der Flucht mitwirkte.